# Habiru

Presenza di habiru durante il Tardo Bronzo IIA, secondo le lettere di Amarna

"Ḫabiru" (talvolta hapiru o 'apiru, forse con il significato di 'sporco', 'impolverato') è un termine in accadico babilonese, usato nel II millennio a.C. dai popoli della Mezzaluna Fertile per indicare genti variamente descritte come ribelli, fuorilegge, razziatori, talvolta asserviti o utilizzati come mercenari. Si trattava dunque di una variegata classe sociale, che cumulava tutti coloro che vivevano ai margini della società, tipicamente per sfuggire ai creditori e ad un destino di asservimento.
Il termine ricorre, in particolare, in sette delle lettere di Amarna (XIV secolo a.C.), un archivio di missive tra il faraone e altri re (pari grado o minori), gettando luce su un periodo, quello del Tardo Bronzo antico-orientale, denso di acute tensioni sociali ed economiche, in gran parte provocate dal progressivo indebitamento dei contadini. Fu anzi con la scoperta delle Lettere, negli anni ottanta dell'Ottocento, che il termine habiru si impose all'attenzione degli studiosi. Successivamente, il termine fu rintracciato in documenti provenienti da Alalakh, Nuzi, Hattusa, Ugarit, Nippur, Babilonia.
La maggior parte delle attestazioni del termine sono in babilonese, ma i habiru sono talvolta menzionati anche in sumero (SA.GAZ, termine che in altri contesti significa 'ladro'), in ugaritico ('prm), in egizio ('pr.w).

## Storia
Il babilonese di Alalakh e di Amarna indicava i contadini liberi con il termine ḫupšu (corrispondente all'ebraico ḥofšî), che rinviava alla tendenza di questi a impegnare oggetti, terre e persino familiari in cambio di grano, fino all'impossibilità di sostenere il debito.
Nel Medio Bronzo (1900-1600 a.C. ca.), in tutta l'area siro-mesopotamica, esistevano due importanti correttivi sociali: da un lato, i sovrani erano soliti emettere editti di remissione dei debiti, con conseguente liberazione dei contadini asserviti, dall'altro le norme sociali correnti, e a cascata quelle giuridiche, tendevano a tutelare la proprietà familiare, inibendo la cessione della terra a elementi esterni alla famiglia. Alla metà del II millennio a.C. questi correttivi non erano più operativi, sia perché i contadini accettavano di indebitarsi rinunciando espressamente alla possibile remissione, sia perché le vendite erano mascherate dal fenomeno delle false adozioni, per cui l'adottato, in cambio di denaro, si garantiva l'eredità dei terreni a babbo morto, con pregiudizio degli eredi naturali.
I contadini, per sfuggire all'asservimento, potevano cercare di fuggire verso altri Stati, ma con il diffondersi di trattati che garantivano la reciproca restituzione dei fuggiaschi dovettero optare per la protezione offerta da spazi inospitali, tipicamente le montagne e le steppe pre-desertiche, in cui si fondevano con i clan pastorali che abitavano queste aree. Questi gruppi di rifugiati erano definiti ḫabiru, termine con una possibile connessione etimologica con le più antiche attestazioni del termine "ebrei" (ʿibrî), prima che questo assumesse connotazioni etniche. Questa associazione tra habiru ed Ebrei venne discussa fin dal 1888: Abramo potrebbe essere stato un habiru dei tempi delle Lettere di Amarna. Al tema si sono dedicati moltissimi studiosi, tra cui Jean Bottéro, Moshe Greenberg, Oswald Loretz. Nel tempo, l'esclusione di questa corrispondenza ha conquistato consenso, con alcune eccezioni (segnatamente Mario Liverani).
Gli appelli lanciati dai re cananei nelle lettere di Amarna fanno moltissime volte riferimento al problema dei ḫabiru, tanto che il termine passa dal significato di 'fuggiasco' a quello più lato di 'nemico', nel senso di 'ribelle all'autorità' (autorità rappresentata in ultima istanza dal faraone). In questo senso, vengono definiti ḫabiru anche alcuni re o signori locali. In una delle lettere di Amarna, proveniente da Tiro, la stessa terra del re (cioè del faraone), secondo l'accorata denuncia del signore locale, rischia di diventare ḫabiru a motivo del tradimento del signore di Hasor.